# Otira
Otira es un género de arañas araneomorfas de la familia Amaurobiidae. Se encuentra en Nueva Zelanda y Australia.

## Especies
Según The World Spider Catalog 12.0:
- Otira affinis Hickman, 1981
- Otira aquilonaria Davies, 1986
- Otira canasta Forster & Wilton, 1973
- Otira indura Forster & Wilton, 1973
- Otira liana Forster & Wilton, 1973
- Otira parva Forster & Wilton, 1973
- Otira satura Forster & Wilton, 1973
- Otira summa Davies, 1986
- Otira terricola Forster & Wilton, 1973